# Diospyros vieillardii
Diospyros vieillardii är en tvåhjärtbladig växtart som först beskrevs av William Philip Hiern, och fick sitt nu gällande namn av André Joseph Guillaume Henri Kostermans. Diospyros vieillardii ingår i släktet Diospyros och familjen Ebenaceae. Inga underarter finns listade i Catalogue of Life.